# Crossopetalum uragoga
Crossopetalum uragoga är en benvedsväxtart som först beskrevs av Nicolaus Joseph von Jacquin, och fick sitt nu gällande namn av O. Kuntze. Crossopetalum uragoga ingår i släktet Crossopetalum och familjen Celastraceae. Inga underarter finns listade.